# Magyarok Nagyasszonya
Magyarok Nagyasszonya (latinul: Patrona Hungariae) Szűz Mária egyik elnevezése, mely kifejezi különlegesnek tartott kapcsolatát Magyarországgal. A magyar katolikus egyház október 8-án főünneppel emlékezik meg a Szűzanya magyarokat oltalmazó pártfogásáról. Ilyenkor a papság és a hívek Mária közbenjárását kérik Magyarországért és a magyar nemzetért.

## Története
A magyarok szoros kötődése Máriához és az ünnep eredete Szent István királyhoz kapcsolódik, aki – Hartvik püspök által a 12. század elején lejegyzett legenda szerint – utód nélkül maradva 1038. augusztus 15-én, Nagyboldogasszony napján, halála előtt Székesfehérvárott a következő szavakkal ajánlotta föl Magyarországot Szűz Máriának:

Mennyek királynője, e világ jeles újjászerzője, végső könyörgéseimben a szentegyházat a püspökökkel, papokkal, az országot a néppel s az urakkal a te oltalmadra bízom; nékik utolsó istenhozzádot mondva lelkemet kezedbe ajánlom.

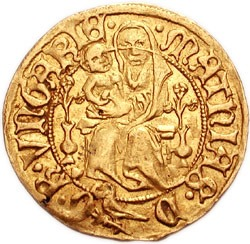
Mátyás király Máriával díszített aranypénze

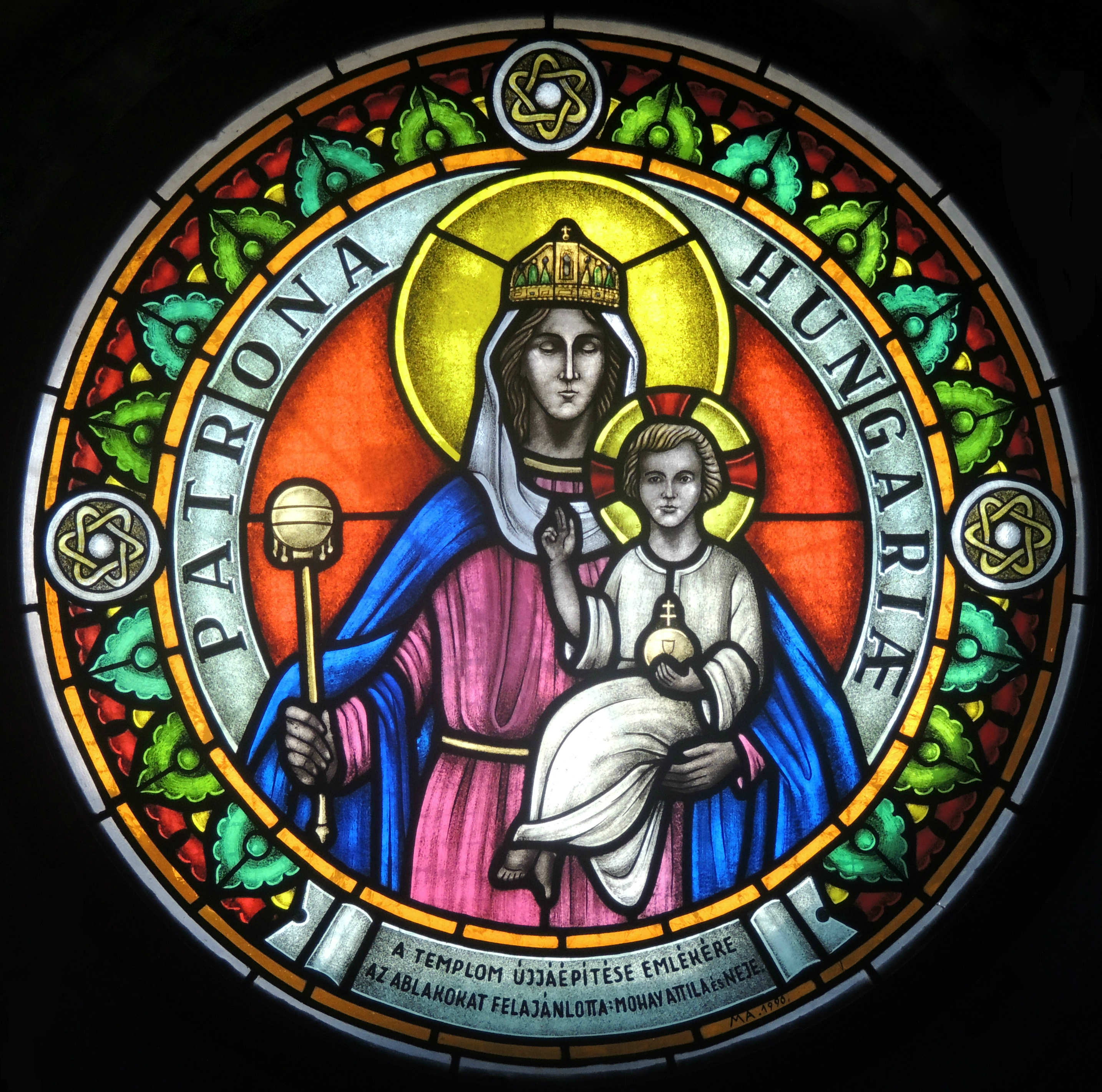
A Magyarok Nagyasszonya-sziklatemplom egyik ablaka

Szűz Mária tisztelete Magyarországon azóta is folyamatos: Szent László király „Szűz Máriának választott vitézeként” a csatákban mindig Máriához fohászkodott segítségért, és Mária tiszteletére építtette a nagyváradi székesegyházat. IV. Béla a tatárjárás idején Istennek és Szűz Máriának ajánlotta fel leányát, Margitot és ő építtette fel a budai várban Nagyboldogasszony templomát, a mai Mátyás-templomot.
Mátyás király pajzsán Szűz Mária közbenjárását kérte, aranypénzein Mária látható a kis Jézussal. Hasonló, Madonnával díszített pénzeket 1849-ig készítettek, amiket a nép „máriásnak” nevezett.
A 17. században a Patrona Hungariae-eszmére alapozva alakult ki Regnum Marianum (Mária Országa) fogalma, ami kifejezte, hogy Szent István felajánlásával Szűz Mária nemcsak oltalmazója, hanem mindenkori tulajdonosa is Magyarországnak. 1658-ban I. Lipót király Mária oltalma alá helyezte magát, családját és országát, majd 1687-ben a máriavölgyi kegyhelyen ajánlotta fel Magyarországot a Magyarok Nagyasszonyának, amit 1693-ban, a török alóli fölszabadulásért hálából a bécsi Szent István-székesegyházban ünnepélyesen megújított.
1895. október 6-án Dessewffy Sándor csanádi megyés püspök a máriaradnai kegykép előtt ünnepélyesen felajánlotta egyházmegyéjét és az egész országot a Magyarok Nagyasszonyának.

## Ünneplése
1896-ban XIII. Leó pápa a magyar millennium alkalmából Vaszary Kolos bíboros prímás esztergomi érsek kérésére engedélyezte Magyarország részére Magyarok Nagyasszonya ünnepét.
Az ünnepet először október második vasárnapján tartották, majd X. Piusz pápa áttette október 8-ra. A II. vatikáni zsinat után a Magyar Püspöki Kar szeptember 12-re módosította az időpontot, de 1984-től ismét október 8-án tartják.

## Ábrázolása
A Magyarok Nagyasszonyának elterjedt ábrázolása szerint a Szűzanya fejét a tizenkét csillagú korona helyett a magyar Szent Korona díszíti, kezében (vagy a karján ülő gyermek Jézus kezében) az országalma és a jogar látható. Legtöbb esetben az általános álló ábrázolás helyett ülve mutatkozik, amely ábrázolás a 15. században vált általánossá. Evvel hangsúlyozza a keresztény ikonográfia, hogy nem egyes emberek, hanem egy nép védőszentje. A lábánál a törökök legyőzését jelképező félhold, vagy a magyar címer valamely formája látható.

## Magyarok Nagyasszonya-templomok
Ismertebb Magyarok Nagyasszonya-templomok:
- Budapest VIII., Rezső téri templom
- Budapest XI., Sziklatemplom
- Budapest XIV., lerombolt Regnum Marianum templom
- Budapest XIV., Zoborhegy téri Regnum Marianum templom
- Budapest XV., Rákospalotai főplébániatemplom
- Budapest XVII., Rákosligeti templom
- Budapest XX., Pestszenterzsébeti templom
- Keszthely, főtéri templom
- Márianosztrai bazilika
- Mohács, fogadalmi emléktemplom
- Nyíregyházi székesegyház
- Szeged, fogadalmi templom (székesegyház)
- Szolnok, vártemplom
- Váraszó, Árpád-kori műemléktemplom